# Italien
Pour les articles homonymes, voir Italiano (homonymie).
Cet article concerne la langue italienne. Pour les autres significations du nom italien, voir Italien (homonymie).
L'italien (en italien : italiano) est une langue indo-européenne de la famille des langues romanes. Il existe un très grand nombre de dialectes italo-romans.
Comme beaucoup de langues nationales, l'italien moderne est un dialecte qui a « réussi » en s'imposant comme langue propre à une région beaucoup plus vaste que sa région dialectale originelle. En l'occurrence, c'est le dialecte toscan, de Florence, Pise et Sienne, qui s'est imposé, quoique dans sa forme illustre (koinè littéraire à base florentine enrichie par des apports siciliens, latins et d'autres régions italiennes), non pas pour des raisons politiques comme c'est souvent le cas, mais en raison du prestige culturel qu'il véhiculait. Le toscan est en effet la langue dans laquelle ont écrit Dante Alighieri, Pétrarque et Boccace, considérés comme les trois plus grands écrivains italiens de la fin du Moyen Âge. C'est aussi la langue de la ville de Florence, réputée pour sa beauté architecturale et son histoire prospère. C'est donc sans surprise que l'italien fut pendant longtemps la langue internationale de la culture et des arts, et que le vocabulaire de toutes les langues européennes conserve jusqu'à nos jours un grand nombre de termes italiens (notamment en musique, lesquels sont même repris dans d'autres langues comme le japonais).
Les normes générales de grammaire italienne ne furent pourtant fixées qu'à la Renaissance, avec la réforme linguistique de Pietro Bembo, érudit vénitien collaborateur d'Alde Manuce, qui en exposa les idées fondamentales dans Gli Asolani.

## Présence dans le monde
On estime que dans le monde environ 61,7 millions de personnes parlent ou étudient l'italien dont un million en France. L'italien est parlé essentiellement en Italie (et à Saint-Marin), où il est langue nationale, mais aussi en Suisse essentiellement dans le sud (Tessin et Grisons), où il est langue nationale (il représente environ 8 % des locuteurs suisses). Au Vatican, il est seconde langue officielle avec le latin.
Notez aussi que la plupart des linguistes considèrent le corse comme faisant partie du système linguistique italien.
En outre, il y a de nombreuses communautés italophones en Croatie (Istrie et Dalmatie), en Slovénie et en ex-Yougoslavie. Il est langue officielle en Slovénie dans certaines villes, notamment Koper/Capodistria, et en Croatie en Istrie, en particulier dans les villes de Parenzo/Poreč, Pola/Pula, Umago/Umag et Rovigno/Rovinj.
Il est aussi parlé à  Malte (où il a été langue officielle jusqu'en 1934, actuellement 66 % des Maltais le parlent), en Albanie, en Vallée de la Roya, aux États-Unis (environ 1 million de locuteurs), au Canada (particulièrement à Montréal), en Amérique du Sud (Argentine, Brésil, Uruguay, Venezuela), en Amérique centrale (Costa Rica), en Australie, en Éthiopie, en Érythrée, en Libye (elle y est la langue commerciale avec l'anglais), et en Somalie (elle y a été langue universitaire jusqu'en 1991) et dans le Sud de la Belgique, où de nombreux Italiens sont venus travailler dans les mines après la Seconde Guerre mondiale, ainsi qu'au Luxembourg. Aussi dans d'autres pays européens, comme en France, Allemagne, Pays-Bas, Autriche et Royaume-Uni, avec les migrants et leurs descendants.
L'italien a influencé l'espagnol tel qu'il est parlé en Argentine et en Uruguay en raison de l'afflux massif de migrants italiens,.

## Instruments de promotion de la langue italienne dans le monde

### Communauté radiotélévisée italophone
Constituée le 3 avril 1985, par une collaboration institutionnelle entre radiotélévision de service public – Rai, RSI, Rtv Koper-Capodistria, Radio Vatican et San Marino RTV – la Communauté italophone radiotélévisée naît comme instrument de valorisation de la langue italienne.

## Enseignement

### En France
En France, l'italien est la quatrième langue étrangère apprise dans l'enseignement secondaire, après l'anglais, l'espagnol et l'allemand. D'après l'Eurobaromètre, environ 5 % des citoyens français savent parler italien assez bien pour avoir une conversation. De nombreuses universités comprennent un département d'italien.
La formation des professeurs est assurée par l'agrégation d'italien, fondée en 1900, et le CAPES d'italien.
Certaines associations italiennes et franco-italiennes dispensent des cours à différents niveaux et pour des publics divers.

## Écriture
L'italien utilise vingt-et-une lettres de l'alphabet latin. Les lettres j, k, w, x et y ne sont utilisées que dans les mots d’emprunt. On trouve toutefois le j (i lunga) ainsi que l’y (ipsilon ou i greca) et le w (doppia vu) dans certains toponymes et noms ou prénoms.
On marque la voyelle d'une syllabe accentuée quand celle-ci est la dernière du mot. Les voyelles portent alors un accent grave, sauf s'il s'agit d'un « é » ou d'un « o » fermé (/e/ ou /o/) ; on met alors un accent aigu : ‹ é › et ‹ ó ›.
Si l'accent tombe sur une autre syllabe, il n'est généralement pas marqué par un accent graphique, sauf dans un but didactique (dictionnaires ou manuels de langue) et dans de rares cas où il y aurait homonymie. Par exemple, certains mots monosyllabiques homophones sont différenciés par un accent : la, article singulier féminin, et là, adverbe de lieu. Les mots d'emprunts étrangers, notamment issus du français, peuvent conserver leur orthographe d'origine, accent inclus.
Aucun mot italien autochtone ne se finit par un o fermé (/o/). ‹ ó › apparait donc rarement et seulement dans des mots d'emprunts (metró, aussi prononcé et écrit metrò), ou bien pour différencier des homographes, come bótte (« tonneau ») vs bòtte (« coups »), ou articolatóri, pluriel d'articolatóre (« articulateur ») vs articolatòri, pluriel d'articolatòrio (« articulatoire »).
Il existe une autre convention avancée par le poète Giosuè Carducci, qui prévoit qu'on utilise l'accent aigu pour les voyelles accentuées dont la prononciation est toujours fermée (‹ í ›, ‹ ú ›), l'accent grave pour le ‹ à › (dont la prononciation est toujours ouverte) et l'accent correspondant au degré d'ouverture de la prononciation pour le ‹ e › et le ‹ o ›, c'est-à-dire ‹ é › ou ‹ è ›, et ‹ ò › ou ‹ ó ›. Cette convention n'est pas standard aujourd'hui.
Occasionnellement, on utilise aussi l'accent circonflexe sur la lettre i pour indiquer que le mot est la forme plurielle d'un mot finissant par -io au singulier. Par exemple, le pluriel de vizio (« vice ») peut s'écrire soit vizi, soit vizî. Aussi, on peut écrire principî, pluriel de principio (« principe »), pour le distinguer principi toujours sans accent, pluriel de principe (« prince »).

## Orthographe
Comme le croate, l'espagnol, le tchèque, le portugais et le roumain, l'italien présente une transparence presque sans faille dans la transcription grapho-phonémique. Selon Claude Piron, « En Suisse, les élèves de langue italienne écrivent correctement à la fin de la première année primaire, alors que les jeunes francophones n'écrivent pas encore correctement à l'âge de 12-13 ans. Pourquoi ? Parce que l'orthographe de l'italien est simple, cohérente, alors que celle du français contient un nombre impressionnant de formes arbitraires qu'il faut mémoriser avec le mot, sans qu'on puisse se fier à la manière dont il se prononce ».

## Phonétique et prononciation
L'alphabet phonétique international pour l'italien décrit tous les sons utilisés dans la langue italienne, qui doit sa sonorité à son vocalisme particulier (conservation des voyelles finales, même atones, et chute des consonnes finales) et à ses consonnes géminées (consonnes doubles). L'accent tonique est le plus souvent placé sur l'avant-dernière syllabe mais aussi très souvent sur la syllabe précédente pour les mots d'au moins trois syllabes. Il y a des cas rares où il se place sur la dernière syllabe, et la dernière lettre comporte obligatoirement un accent graphique grave ou aigu. Dans certaines formes verbales comme celles de la 3e personne du pluriel, l'accent tonique se place sur la syllabe située avant l'antépénultième : (abitano /ˈa.bi.ta.no/). Enfin, l'enclise des pronoms forme parfois des mots accentués sur la syllabe encore précédente : (evita + me + lo = evitamelo /ˈɛ.vi.ta.me.lo/).
À la différence du français, il n'y a pas de voyelles nasales, et ‹ n › et ‹ m › sont prononcés en toute position. En général, les voyelles italiennes sont moins fermées qu'en français.
Il y a aussi des consonnes trompeuses : le ‹ c › suivi de ‹ i › ou ‹ e › indique /tʃ/, alors qu'il se prononce [k] lorsqu'il est suivi par a, o ou u. Pour avoir le son /k/ devant les voyelles /i/, /e/ ou /ɛ/, on ajoute un ‹ h › : chiamo se prononce donc /ˈkja.mo/. Pour avoir le son [tʃ ] devant les autres voyelles, on ajoute un ‹ i › : ciao se prononce donc /ˈtʃa.o/ (le i n'est pas prononcé). Il en va de même pour le groupe sc, palatisé ([ ʃ ] ch français de chien, cher) si suivi de i ou e (it. scimmia, scena), vélaire (sk) si suivi d'autres voyelles ou d'un h (it. scarto, schiena).
De la même façon, devant ‹ i › ou ‹ e ›, ‹ g › se prononce /dʒ/ ; il se prononce /g/ (comme dans gamme) devant les autres voyelles. Un ‹ i › ou le ‹ h › est écrit après le g pour définir sa prononciation. Ainsi, giacca se prononce /ˈdʒak.ka/.
Le trigramme ‹ gli › note le phonème /ʎ/ (l mouillé), et le digramme ‹ gn › /ɲ/ (n mouillé).
Les voyelles accentuées sont prononcées comme des voyelles brèves dans une syllabe fermée ou dans la dernière syllabe d'un mot, comme des longues lorsqu'elles terminent la syllabe. Ce phénomène détermine la musicalité particulière de la langue.
Cet accent tonique est aussi très utile pour différencier les homonymes (rares) à l'oral (ancóra = encore ; àncora = ancre).
|                     | Bilabiales | Bilabiales | Labio- dentales | Labio- dentales | Dentales | Dentales | Alvéolaires | Alvéolaires | Postalvéo- palatales | Postalvéo- palatales | Palatales | Palatales | Vélaires | Vélaires |
| Sonorité            | -          | +          | -               | +               | -        | +        | -           | +           | -                    | +                    | -         | +         | -        | +        |
| Nasales             |            | [m]        |                 | [ɱ]*            |          |          |             | [n]         |                      | [ ɲ]                 |           |           |          | [ŋ]      |
| Occlusives          | [p]        | [b]        |                 |                 | [t]      | [d]      |             |             |                      |                      |           |           | [k]      | [ɡ]      |
| Constrictives       |            |            | [f]             | [v]             | [s]      | [z]      |             |             | [ ʃ ]                | ([ ʒ])               |           |           |          |          |
| Occlu-constrictives |            |            |                 |                 | [ts]     | [dz]     |             |             | [tʃ]                 | [dʒ]                 |           |           |          |          |
| Spirantes           |            |            |                 |                 |          |          |             |             |                      |                      |           | [ j]      |          | [w]      |
| Latérales           |            |            |                 |                 |          |          |             | [l]         |                      | [ʎ]                  |           |           |          |          |
| Vibrantes           |            |            |                 |                 |          |          |             | [r]         |                      |                      |           |           |          |          |

Notes :
- /ʒ/ est un xénophonème utilisé dans les mots d'emprunts, notamment français. Il est aussi employé couramment dans la prononciation régionale toscane à la place de /dʒ/.
- [ɱ]* n'est pas un phonème de l'italien mais un allophone de /m/.

Par ailleurs, l'italien connaît un phénomène de sandhi particulier appelé gémination phonosyntaxique.

## Exemples
| Mot    | Traduction | Prononciation standard |
| ------ | ---------- | ---------------------- |
| terre  | terra      | /ˈtɛr.ra/              |
| ciel   | cielo      | /ˈtʃɛ.lo/              |
| eau    | acqua      | /ˈak.kwa/              |
| feu    | fuoco      | /ˈfwɔ.ko/              |
| homme  | uomo       | /ˈwɔ.mo/               |
| femme  | donna      | /ˈdɔn.na/              |
| manger | mangiare   | /man.ˈdʒa.re/          |
| boire  | bere       | /ˈbe.re/               |
| grand  | grande     | /ˈɡran.de/             |
| petit  | piccolo    | /ˈpik.kolo/            |
| nuit   | notte      | /ˈnɔt.te/              |
| jour   | giorno     | /ˈdʒor.no/             |